# José Etchegoyen
José Etchegoyen (La Aguada; 4 de abril de 1926-Montevideo; 14 de junio de 2004) fue un jugador y entrenador de fútbol uruguayo.

## Trayectoria
Desde muy joven estuvo jugando en las filas del Peñarol de Montevideo, haciendo su debut en la Primera División en 1946. Se retiró de jugar en 1952 debido a una fuerte lesión.

## Clubes como entrenador
| Club                    | País       | Año       |
| ----------------------- | ---------- | --------- |
| Atlético Nacional       | Colombia   | 1962      |
| Danubio                 | Uruguay    | 1962-1963 |
| Colón                   | Argentina  | 1965-1968 |
| Danubio                 | Uruguay    | 1968      |
| Emelec                  | Ecuador    | 1969      |
| Huracán Buceo           | Uruguay    | 1971-1972 |
| Alajuelense             | Costa Rica | 1972-1973 |
| Universidad             | Costa Rica | 1974      |
| Selección de Costa Rica | Costa Rica | 1975-1976 |
| Montevideo Wanderers    | Uruguay    | 1976      |
| Carlos A. Mannucci      | Perú       | 1978-1980 |
| Peñarol                 | Uruguay    | 1980      |
| Selección sub-20        | Uruguay    | 1982-1983 |
| Tigres de la UANL       | México     | 1983-1984 |